# Vordorf
Vordorf er en kommune i den sydlige del af Landkreis Gifhorn i den tyske delstat Niedersachsen. Den ligger centralt i amtet (Samtgemeinde) Papenteich. I kommunen ligger landsbyerne Eickhorst, Rethen og Vordorf.

## Nabokommuner
Kommunen Vordorf grænser mod syd til Braunschweig, andre nabokommuner er Meine, Adenbüttel, Schwülper. Centrum af Braunschweig, Gifhorn og Wolfsburg ligger alle mellem 10 og 15 km fra Vordorf.